# Матч за звание чемпиона мира по международным шашкам среди женщин 2016
Матч за звание чемпиона мира по международным шашкам среди женщин 2016 года проводился 2-9 сентября в городе Карпач (Польша) между серебряным призёром чемпионата мира 2015 года Наталией Садовска (Польша) и бронзовым призёром этого же чемпионата Ольгой Камышлеевой (Нидерланды). Победу одержала, став девятой чемпионкой мира, Наталия Садовска.
Действующая чемпионка мира Зоя Голубева (Латвия) отказалась от своего права на участие в матче и оно было предоставлено Камышлеевой.

## Регламент матча
Соревнование пройдёт за девять игровых дней, каждый день играется микроматч.
Первый поединок микроматча — игра с классическом контролем времени (1 час 20 минут + 1 минута на ход). При победе счёт игрового дня 12 : 0.
Если игра с классическом контролем времени завершается вничью — играется партия в быстрые шашки (20 минут + 5 секунд на ход). При победе счёт игрового дня 8 : 4.
Если партия в быстрые шашки заканчивается вничью, то играется партия в блиц (5 минут + 3 секунды на ход). При победе счёт игрового дня 7 : 5.
Если все три партии закончились вничью, то счёт игрового дня 6 : 6.
Победитель определяется по сумме очков за 9 игровых дней. При счёте 54 : 54 титул получает спортсменка имеющая лучший счёт по очкам в играх с классическом контролем времени. При равенстве — имеющая лучший счёт по очкам в играх в быстрые шашки. При равенстве и в этом случае проводится тай-брейк по супер-блицу (5 минут + 2 секунды за ход на все партии до победы).

## Результаты
| Участница        | Страна     | День 1 | День 2 | День 3 | День 4 | День 5 | День 6 | День 7 | День 8 | День 9 | Счёт в матче |
| ---------------- | ---------- | ------ | ------ | ------ | ------ | ------ | ------ | ------ | ------ | ------ | ------------ |
| Наталия Садовска | Польша     | 12     | 6      | 12     | 7      | 7      | 6      | 6      |        |        | 56           |
| Ольга Камышлеева | Нидерланды | 0      | 6      | 0      | 5      | 5      | 6      | 6      |        |        | 28           |